# María Elvira Salazar
María Elvira Salazar (Miami, Florida; 1 de noviembre de 1961) es una política, periodista y conductora de televisión estadounidense de origen cubano, miembro de la Cámara de Representantes de los Estados Unidos por el 27.° distrito congresional de Florida. Pertenece al Partido Republicano.
Antes de incursionar en política, Salazar fue conductora de noticieros en CNN y Telemundo, y estrella del canal Mega TV. Es invitada habitual de Fox News y en el programa de Neil Cavuto, de Fox Business, y en temas de inmigración en programas como The O'Reilly Factor y Fox & Friends, entre otros. Salazar es una de las pioneras de la creciente industria de la televisión en español, que produce y dirige innumerables programas para la audiencia hispana de los Estados Unidos.
En 2018 fue la candidata republicana congresional para el distrito 27 de Florida, pero no fue elegida. En 2020 buscó el escaño nuevamente, siendo elegida, derrotando a la congresista demócrata Donna Shalala con el 51 % de votos.

## Biografía
Sus padres, un estudiante de Derecho y una pequeña empresaria de origen cubano, emigraron a Estados Unidos tras la toma de poder de Fidel Castro. María Elvira nació en Miami, pero vivió en Puerto Rico hasta su adolescencia.
Con dieciséis años ingresó en el Colegio Deerborne de Coral Gables y finalizó su graduación en el Miami Dade College. Se graduó en la Facultad de Periodismo (Licenciatura en Comunicación) de la Universidad de Miami en 1983. Además, en 1995 obtuvo una maestría en Administración Pública por la Escuela de Gobierno John F. Kennedy de la Universidad de Harvard.
Ese año comenzó su carrera profesional como reportera en el Canal 23. Un año después empezó a trabajar como una de las primeras reporteras del principal noticiero nacional en español de Estados Unidos en la estación S.I.N. (Spanish International Network), que posteriormente se convertiría en Univisión. En 1988, cuando comenzó a transmitirse la primera versión en español de CNN, en asociación con Telemundo, fue la primera corresponsal de CNN en español. En octubre de 1986 cubre como reportera el evento conocido como la Cumbre de Reikiavik, entre Reagan y Gorbachov, celebrado en Reykjavik, Islandia.
En 1991 se trasladó a El Salvador, donde trabajó durante dos años como jefe del buró de noticias de Centroamérica para Univision, donde realizó reportajes sobre la guerra civil salvadoreña.
En 1993 comienza a trabajar para Telemundo. Allí realizó diversos reportajes desde Cuba, donde también consiguió una entrevista con Fidel Castro en 1995, en la misión cubana de Naciones Unidas. Permanecería en Telemundo como principal conductora del noticiero nacional, junto a Pedro Sevcec. En 2002 abandonó Telemundo debido a presiones de la conductora Laura Bozzo a ese canal de TV. Bozzo estableció una querella legal donde acusaba a María Elvira de declarar en su contra durante un juicio que investigaba la relación entre Laura y Alberto Fujimori y Vladimiro Montesinos. Bozzo posteriormente rompió su silencio en una entrevista de tres partes liberada en 2008.
En 1996 participó como moderadora en el único debate político que se ha realizado después de la revolución cubana entre dos figuras políticas adversarias: Ricardo Alarcón, presidente de la Asamblea Nacional del Poder Popular de Cuba, y Jorge Mas Canosa, fundador y presidente de la Fundación Nacional Cubano-Americana y uno de los más destacados líderes del movimiento anticastrista en el exilio.
En 2002, tras abandonar Telemundo, se inició el programa María Elvira confronta, que fue transmitido por el canal 41 América TV. Allí, en 2003, realizó la última entrevista que concedió el ex dictador chileno Augusto Pinochet. Esta entrevista fue la base legal que utilizó el juez chileno Juan Guzmán para dictaminar que Pinochet se hallaba «mentalmente competente para enfrentar un juicio por violaciones a los derechos humanos». Un año después trasladó su programa al entonces Canal 22, que lo transmitió hasta 2006. Ese año, el empresario Raúl Alarcón compra la estación, que pasa a llamarse Mega TV y transforma el nombre del programa en Polos opuestos. En julio de 2006 se crea el programa María Elvira Live, un formato de revista periodística y entrevistas de corte político, emitido de lunes a viernes a las 8 p. m.. El programa fue cancelado por un desacuerdo profesional entre María Elvira y la cadena Mega TV.
El 1 de octubre de 2012, luego de varios meses sin salir en la televisión, inicia su nuevo programa llamado Maria Elvira, con la cadena Caracol en el Canal GenTV (canal 8 de la televisión de Miami). El programa traía el mismo formato anterior, pero solo duró un par de meses debido a la venta del canal y el cierre del programa. Gracias a que el canal pertenecía a la cadena Caracol, pudo realizar entrevistas a los protagonistas de la telenovela Pablo Escobar: El patrón del mal. En aquellos momentos se rodaba en Colombia. Esto le dio acceso a la prisión de alta seguridad donde se encontraba recluido John Jairo «Popeye», el sicario y mano derecha de Pablo Escobar, quien le concedió una entrevista.
El 19 de marzo de 2013, en su página de internet, publicó una entrevista concedida por la disidente y bloguera cubana Yoani Sánchez, en la ciudad de Nueva York. Esto la convirtió en la primera y única periodista hispana que logró entrevistar a la bloguera durante su estancia en EE. UU. A raíz de esta entrevista, los directivos de la cadena Mega TV, de la cual María Elvira se había ido, debieron negociar la exclusiva con ella.
Ha entrevistado a numerosas figuras políticas, entre ellas los presidentes Bill Clinton (1999), George W. Bush (2001), Carlos Salinas de Gortari, Vicente Fox (2005), José María Aznar (2007), Álvaro Uribe (2008) y Juan Manuel Santos (2010). También entrevistó al presidente de Cuba Fidel Castro (1995) y al jefe de Estado de Chile Augusto Pinochet (2003), y a personalidades mundiales como la Madre Teresa de Calcuta.

## Carrera política

### Campaña de 2018
En marzo de 2018 Salazar anunció su candidatura para representar al distrito número 27 del congreso, tras el retiro de la congresista republicana Ileana Ros-Lehtinen, quien ya había declarado que María Elvira Salazar «podría ser la candidata adecuada» para ese distrito.
Durante su campaña, Salazar se describió a sí misma como una republicana de principios «conservadores, cristianos y de sentido común».
El 28 de agosto de 2018 Salazar ganó la primaria republicana por un margen de aproximadamente 15 puntos sobre su principal competidor, Bruno Barreiro. Por su parte, la exmiembro del gabinete de Clinton, Donna Shalala, ganó la nominación demócrata para el escaño, convirtiéndose en su principal oponente. Los únicos debates celebrados durante la elección se realizaron en español. Shalala no habla español y se vio obligada a usar un intérprete, lo que le dio ventaja a Salazar. Cada uno de los candidatos rechazó las oportunidades para un debate en inglés, debido a conflictos en sus calendarios. Salazar perdió frente a Shalala, quien obtuvo casi el 52 % de los votos.

### Representante de los Estados Unidos
En noviembre del 2020 Salazar ganó frente a Shalala, obteniendo el 51.4 % por ciento de los votos.
Salazar votó en contra de activar la Vigesimoquinta Quinta Enmienda, que pedía la destitución del presidente Donald Trump, quien pidió a sus partidarios que marcharan hacia el Capitolio de los Estados Unidos, en Washington, D. C. y posteriormente asaltaron violentamente el recinto legislativo.

### Opiniones políticas
Salazar se ha calificado a sí misma como «una de las críticas más duras de la revolución cubana».
Ha expresado su conformidad con el punto de vista del senador Marco Rubio sobre la necesidad de «revisar» la ciudadanía por derecho de nacimiento, citando el abuso de esta ley por parte de extranjeros en el sur de la Florida. Salazar apoyó públicamente una propuesta de impuesto a las emisiones de carbono, hecha por el representante Carlos Curbelo, que muchos otros republicanos rechazaron. Uno de los anuncios de campaña de Salazar prometió luchar por la protección del medio ambiente en el Congreso.
En el tema de la atención médica, Salazar dijo que únicamente apoyaría la revocación de la Ley del Cuidado de Salud a Bajo Precio si también se presentaba una alternativa viable y que tampoco apoyaba eliminar las condiciones preexistentes de las opciones de cobertura. También ha dicho que la mejor manera de reducir las primas de los seguros era «permitir que las leyes del mercado libre invadieran» la industria de la salud. «Tenemos un desastre en la industria de la salud», dijo. «Creo que la competencia es la madre de la buena calidad». En una entrevista, Salazar dijo que quería hacer lo que tuviera «sentido para la comunidad», incluso si eso significaba enfrentarse «respetuosamente» al presidente Donald Trump. «El presidente ha dicho palabras bastante insensibles», dijo Salazar, refiriéndose a la retórica de Trump sobre las minorías. «Hablaré con él de una manera pacífica y respetuosa, porque respeto la institución de la presidencia».
Salazar dijo que respaldaría la prohibición de las armas de asalto y el derecho de ciudadanía para algunos inmigrantes indocumentados, una postura que podría acercarla a una posición centrista entre los republicanos. Con respecto a la seguridad pública, se declaró «firme creyente en la Segunda Enmienda», pero también reconoció que debían encontrarse «modos de mantener las armas fuera del alcance de quienes nunca deberían tenerlas, a saber, los niños, los delincuentes y los enfermos mentales». Por eso ha apoyado las verificaciones de antecedentes penales y el cierre efectivo de las «brechas que permiten a los delincuentes tener acceso a armas de fuego».
Se ha declarado «madre cristiana provida», que se opone a la financiación de los contribuyentes para los abortos tardíos. Se ha pronunciado por una ley de reducción de impuestos "permanente para todos, no solo para las corporaciones". Con respecto a los problemas de inmigración, le gustaría "abordar la seguridad fronteriza de una manera humana, sin separar a las familias", "eliminar a los extranjeros criminales y corregir las extensiones excesivas de los visados", a la vez que favorece la "autorización de trabajo para los indocumentados y una solución permanente para los beneficiarios de DACA".
Criticó al presidente Barack Obama por su política de acercamiento a Cuba, diciendo que «le dio al gobierno cubano todo a cambio de nada». Se ha manifestado a favor del embargo, diciendo que solo apoyará su levantamiento cuando haya democracia en la isla. También ha criticado duramente a Bernie Sanders por «su luna de miel en la Unión Soviética» y «sus elogios a los regímenes socialistas de Nicaragua y Cuba».

## Publicaciones
En 2009 llegó a un acuerdo con la editorial Random House para escribir su primer libro Si Dios contigo, ¿quién contra ti?, considerado un éxito de ventas en los principales estados hispanos de Estados Unidos. Se publicó en 2010 (ISBN 0307393267).

## Premios
Ha recibido cinco premios Emmy por diferentes reportajes realizados en Nicaragua, Cuba y Santo Domingo.